# Richard Henry Lee
Richard Henry Lee, född 20 januari 1732, död 19 juni 1794, var en amerikansk politiker, ledamot i den första amerikanska kongressen. Han var son till Thomas Lee och bror till William och Arthur Lee.
Lee uppfostrades i England och återvände 1752 till Virginia. 1757 blev han vald till medlem av Virginias representantförsamling (house of burgesses) och gjorde sig där bemärkt bland annat genom ett förslag om förbud mot införsel av slavar och genom livlig opposition mot engelska parlamentets anspråk på beskattningsrätt över kolonierna. Han var en av de första som framkastade tanken på så kallade korrespondenskommittéer (1768) för enhetligt uppträdande av alla de nordamerikanska kolonierna och 1773 blev han medlem av den då inrättade korrespondenskommittén i Virginia. 
Lee blev 1774 en av Virginias delegerade vid den "kontinentala kongressen" i Philadelphia, verkade flitigt i dess många utskott och författade två av dess märkligaste aktstycken, adressen till Brittiska Amerikas befolkning (1774) och adressen till Storbritanniens folk (1775). I ett vältaligt anförande väckte han å Virginias vägnar, 7 juni 1776, det berömda förslaget till kongressresolution, "att dessa förenade kolonier är och bör vara fria och oberoende stater, fritagna från all underdånighet under brittiska kronan, och att all politisk förbindelse mellan dem och staten Storbritannien är och bör vara alldeles upplöst", ett förslag, som direkt ledde till oavhängighetsförklaringen av 4 juli samma år. 
Lee verkade 1780-84 i Virginias folkrepresentation, var 1784-86 president i kontinentala kongressen, motarbetade Philadelphiakonventets förslag till förbundsförfattning, vars federalistiska bestämmelser han fruktade skulle leda till despotisk centralisation, men valdes efter den nya författningens antagande 1789 till senator för Virginia, därvid besegrande Madison. I senaten genomdrev han till skydd för de särskilda staternas självstyrelse det 10:e amendemanget till unionsförfattningen (som åt staterna förbehåller de rättigheter författningen ej förvägrat dem eller delegerat till Förenta staterna). Trots sin motvilja mot federalismen blev Lee dock en varm anhängare av George Washingtons förvaltning och särskilt av hans utrikespolitik. 1792 drog han sig tillbaka till privatlivet. Hans sonson med samma namn (1794-1865) utgav 1825 Memoir of the life of Richard Henry Lee and his correspondence i två band; hans Letters utgavs 1910 av J.C. Ballard.